# Palm Beach Cup 1983
Il Palm Beach Cup 1983 è stato un torneo di tennis giocato sulla terra rossa. 
È stata la 2ª edizione del torneo, che fa del Virginia Slims World Championship Series 1983. 
Si è giocato a Palm Beach negli USA dal 30 gennaio al 6 febbraio 1983.

## Campionesse

### Singolare
Chris Evert-Lloyd ha battuto in finale  Andrea Jaeger con il punteggio di 6–3, 6–3

### Doppio
Barbara Potter /  Sharon Walsh hanno battuto in finale  Kathy Jordan /  Paula Smith con il punteggio di 6–4, 4–6, 6–2